# Courant du renouveau socialiste
Le Courant de Renouveau Socialiste (espagnol : Corriente de Renovación Socialista, CRS) fut un mouvement politique apparu en Colombie à la suite d'une scission au sein de l’ELN. Ce groupe dissident de l'ELN souhaitait abandonner la lutte armée et participer à la vie politique de ce pays,.

## Histoire

### Antécédents et fondation
Cette unification donna naissance au Mouvement d'Unité Révolutionnaire ML, qui s’unit plus tard avec un mouvement de gauche sur la côte Atlantique et à Bogotá appelé Mouvement de Gauche Révolutionnaire (MIR), pour former en 1983 le Mouvement de Gauche Révolutionnaire – Patrie Libre.
En 1989, le MIR – Patrie Libre fusionna avec l’ELN pour former l’Union Camiliste – Armée de Libération Nationale (UC‑ELN) ; lors du congrès de fusion, trois tendances se présentèrent ,:
La tendance rénovatrice menée par Jacinto Ruiz et Gabriel Borja, qui comptait 39 délégués. La tendance historique ultra‑radicale, formée principalement par les fronts José Antonio Galán et Domingo Laín, ainsi que la Compagnie Anorí, avec 24 délégués. Et une tendance intermédiaire, dirigée par le prêtre Manuel Pérez Martínez, Francisco Galán et Nicolás Rodríguez Bautista, qui cherchait un équilibre. La base militante du MIR – Patrie Libre provenait principalement de deux sources : d’une part, le mouvement paysan qui agita la côte Atlantique dans les années 1970, et d’autre part, le mouvement étudiant qui, à la même époque, eut une portée nationale. Le noyau fondamental est resté lié pendant plus de quinze ans aux mouvements paysans, syndicaux, étudiants et communautaires de la côte Atlantique. Même après la fusion avec l’ELN, ils ne perdirent pas leur identité politique ni leur sensibilité envers l’action syndicale et populaire.
Le groupe trouve ses origines dans la fusion de plusieurs groupes de gauche colombiens, dont certains issus du Parti communiste colombien comme la Tendance ML, la Ligue ML, le Partido Comunista de Colombia – Marxista Leninista (Ligne Prolétarienne), et une petite scission de l’ELN appelée Mouvement d'Unité Révolutionnaire (MUR). Leur première déclaration publique parut le 3 octobre 1990, soutenant ouvertement un dialogue de paix entre l’ELN, les autres guérillas et l’État colombien, en incitant la population à appuyer les négociations. Le 1er décembre 1990, le groupe organisa sa première Conférence nationale, où fut exposée son idéologie, ainsi que la tenue des négociations avec le gouvernement, la création de milices populaires, et une alerte sur les dangers de l’ouverture au néolibéralisme et du militarisme en Colombie. Dans les déclarations suivantes, le groupe proposait un « plan d’urgence sociale » pour atténuer les effets de l’ouverture économique sur la population colombienne, ainsi que des garanties pleines pour la protestation sociale, l’organisation et la participation politique de la population. La deuxième Conférence nationale de la CRS fut baptisée "Enrique Buendía", en hommage à l’assassinat de Carlos Manuel Prada González, alias "Enrique Buendía", où furent évoqués les progrès réalisés durant les dialogues avec le gouvernement.
Dans le processus de paix avec le gouvernement de Belisario Betancur, le MIR – Patrie Libre, avec le PRT et l’ELN, formèrent la Tripartite Guérillera. Toutefois, tandis que le MIR – Patrie Libre se fondait totalement dans l’ELN, le PRT réintégrait la vie civile en 1991. Le 7 mai 1992, des membres de la CRS et du gouvernement national publièrent un communiqué confirmant un rapprochement pour entamer des négociations,.

## Trajectoire
Le courant rénovateur de la CRS proposa de promouvoir des tâches démocratiques, de lutter pour la convocation d’une Assemblée Constituante Populaire et de participer aux élections municipales de 1990.
Les secteurs ultra‑radicaux dénoncèrent une social‑démocratisation de l’ELN s’il acceptait ces thèses, et rejetèrent toute autre option que la stratégie militaire. Ils tentèrent même de sanctionner Manuel Pérez pour avoir « accepté une fusion avec un groupe réformiste ».
Le secteur centriste équilibrera la balance, soutenant les secteurs militaristes pour obtenir la majorité dans le COCE et la Direction nationale, tout en appuyant ceux qui recherchaient une issue politique, avec une bonne participation de l’UC‑ELN dans les négociations de Caracas et Tlaxcala en 1991/1992.
Les principales raisons de la rupture entre la CRS et l’UC‑ELN, selon les dirigeants de la CRS, furent :
- En premier lieu, le projet politique guérillero s’ancrant principalement dans les zones rurales et périurbaines, dans un pays en rapide urbanisation, entraînait une marginalisation croissante par rapport aux problèmes de la majorité urbaine.
- Deuxièmement, ces dernières années, la priorité donnée à l’action armée au détriment de l’action politique et des mouvements de masse.
- Troisièmement, le sectarisme étroit de l’UC‑ELN allait à l’encontre du pluralisme politique émergeant en Colombie.
- Quatrièmement, l’effondrement du bloc socialiste obligeait à repenser les projets de société défendus par le mouvement armé.

Le débat sur ces points mena, en août 1991, à l’expulsion de la CRS des rangs de l’UC‑ELN. Manuel Pérez oscilla entre les courants polarisés (réformiste et radical), finissant par soutenir le second au détriment du premier.

## Démobilisation
Le 16 mars 1993, la CRS présenta au gouvernement et au congrès national sa volonté de se démobiliser et d’abandonner la lutte armée. Le groupe maintint cette ligne jusqu’à la fin, malgré l’intensification du conflit, exprimant souvent dans ses communiqués son indignation face aux assassinats d’autres activistes, civils ou guérilleros.
L’assassinat du commandant Carlos Manuel Prada, connu sous le nom d’Enrique Buendía, et de Ricardo González, en septembre 1993, dans la localité de Blanquicet, Mutatá (Antioquia),. Après cet incident, les négociations reprirent le 23 octobre 1993, incluant parmi les exigences l’éclaircissement de l’assassinat de Carlos Prada. Par la suite, des cas de disparitions et d’assassinats de membres du mouvement furent signalés,.
Préférant la voie politique, la CRS entreprit une négociation avec le gouvernement de César Gaviria Trujillo fin 1993 et début 1994, où furent définis les termes du désarmement, de la démobilisation et de la réintégration à la vie civile. Environ 747 à 865 combattants remirent près de 500 armes dans le hameau de Flor del Monte (Sucre), le 9 avril 1994. La démobilisation eut lieu en présence de l’ambassadeur des Pays‑Bas, qui joua un rôle important dans le processus,.
Les membres furent victimes de persécutions, à tel point que certains dirigeants durent demander l’asile pour protéger leur vie. Au moins 64 membres de la CRS furent assassinés après la signature de l’accord,.

### Après la démobilisation
En janvier 2003, le Secrétariat international de la Organisation mondiale contre la torture fut informé que sept dirigeants de la Corriente de Renovación Socialista avaient reçu des menaces de mort par courriels.
Près de vingt ans plus tard, neuf soldats furent condamnés pour avoir couvert le crime et pour leur probable participation à l’homicide. Le 24 juin 2015, la Cour suprême de justice condamna trois militaires à 31 ans et six mois de prison pour l’assassinat des guérilleros Carlos Manuel Prada et Evelio Antonio Bolaños,. Selon le journal La Semana, un total de 75 guérilleros furent assassinés après que la CRS eut renoncé à la lutte armée.